# Cosimo I. Medičejski
Cosimo I. Medičejski, nadvojvoda Toskanski, * 12. junij 1519, Firence, † 21. april 1574, Firence.
Od 1537 vojvoda in od 1569 nadvojvoda Toskanski. V državo je vpeljal red in disciplino. Obračunal je s političnimi nasprotniki, se otresel španske nadvlade, osvojil je sosednjo Sieno, pospeševal je gospodarstvo in razvoj Firenc, podpiral je umetnost. V njegovem času ni bilo več značilne florentinske sproščenosti iz obdobja republike.

## Utrditev oblasti in države
Sedemnajstletnega Cosima so na mesto umorjenega Aleksandra de' Medici pripeljali pristaši Medičejcev, misleč, da bodo z njim na čelu lahko vladali sami. A so se hudo zmotili. Sin v bitkah proslavljenega poveljnika je takoj začel samostojno in odločno ukazovati. Vojski izgnanih nasprotnikov Medičejcev, ki so tudi računali na njegovo neizkušenost, in so napadli od zunaj, je poslal nasproti svojo vojsko, jih premagal, ujete pa dal javno obglaviti. Takoj na začetku se je pridružil vojski cesarja Karla V. napram Francozom in si s tem prislužil njegovo priznanje za vojvodo Toskanskega. Karel je umaknil svojo vojsko iz Toskane in je s tem državo osvobodil odvisnosti od Španije.
Leta 1554 je v ponovni francosko - španski vojni skupaj s cesarjevo vojsko pri Marcianu premagal siensko - francosko navezo. Bitki je sledilo 15 mesečno obleganje Siene, pri čemer se je njeno prebivalstvo zmanjšalo na četrtino. 1559 je zavzel še zadnji ostanek nekdanje sienske republike, utrjeno mesto Montalcino. 1569 ga je papež Pij V. imenoval za nadvojvodo Toskane.
Za varnost države je dal zgraditi vrsto utrdb kot so trdnjave v Sieni, Arezzu, Sansepolcru, nova obzidja v Pisi in Fivizzanu, utrdbe Portorerraio na Elbi un Terra del Sole, ki jih je večinoma gradil arhitekt Baldassarre Lanci. Razvil je florentinsko mornarico, k je sodelovala v bitki pri Lepantu.

## Državna uprava in gospodarstvo
V Cosimovem času je bila vlada stabilna, sodstvo strogo, finance trdne, davki visoki, trgovanje monopolizirano. Ni bilo nekdanje republikanske svobode, tajna policija je bila na preži, zapori so bili polni.
Od vsega začetka se je Cosimo zavedal svoje izpostavljenosti. Obdal se je z gardo 300 švicarskih stražarjev. Dal je zgraditi palačo Uffizi, kjer je združil državne administrativne in pravne službe in večje cehe in tako dobil nad njimi večji nadzor. Med palačama Uffizi in Pitti, kamor se je 1560 preselila vladajoča družina, je dal zgraditi zaprt hodnik, ki mu je zagotavljal varnost.
Po državi so se gradili izsuševalni in namakalni kanali, vpeljevale novosti v kmetovanju, razvijalo se je rudarjenje. Flamci so postavili tovarno tapiserij. Močno so se razvile Firence, Pisa, Livorno z začetki pristanišča.

## Umetnost in naravoslovje
Cosimo ni le podpiral umetnost, ampak jo je organizirano uporabljal v politične namene in za krepitev ugleda družine. 
1543 sta z Vasarijem popravila v prejšnjem obdobju poškodovani Michelangelov kip Davida, simbola Firenc, in si s tem pridobila naklonjenost meščanov. Giorgio Vasari je organiziral poslikavo palače Vecchio s prizori iz življenja Medičejcev in jo tako spremenil v svetišče Medičejcev. Zgradil je palačo Uffizi (danes galerija) in napisal knjigo Življenja umetnikov, prvo zgodovino umetnosti, in jo posvetil Cosimu I. Knjiga je razširila sloves Medičejcev po vsem svetu in vpeljala za preporod duha tistega časa besedo rinascimento - renesansa.
Bartolomeo Ammanati, ki je v mestu zgradil most Santa Trinita in Neptunov vodnjak, je za medičejsko družino dogradil palačo Pitti (palačo je 100 let prej začela graditi zase družina Pitti, 1549 pa je nedokončano kupila Cosimova žena) in sosednje vrtove Boboli. Naročila so dobivali umetniki Pontormo, Bernardo Buontalenti, Benvenuto Cellini, Agnolo Bronzino. Pritegnil je zgodovinarje kot sta Scipione Ammirato in Benedetto Varchi.
Ustanovil je prvo slikarsko akademijo Accademia delle Arti del Disegno, ustanovil v Pisi šolo botanike, ki je uvajala zdravilne rastline iz Amerike in nova žita iz orienta. 
Spoznanja naravoslovja in umetnost pa so vse bolj motila cerkveno oblast v Rimu. 1559 je inkvizicija dosegla Firence. Na seznamu prepovedanih je bilo 583 knjig, katerih večino so Medičejci imeli v svoji knjižnici. Cosimo si ni mogel privoščiti spora s cerkvijo in je zadevo rešil s simboličnim sežigom knjig.
Cosimo se je zanimal za alkimijo, bil je poznavalec klasične in etruščanske umetnosti.

## Družina
Cosimov oče je bil Giovanni dalle Bande Nere (1498-1526) iz mlajše veje rodu Medičejcev, proslavljeni vojaški poveljnik (condottiero), ki je padel v bitki med Francozi in Španci ob Padu blizu Mantove.
Cosimova mati Maria Salviati izhaja iz starejše veje Medičejcev in je bila vnukinja Lorenza de' Medici Veličastnega.
Cosimo se je 1539 poročil z Eleonoro di Toledo (1522 – 1562), katere oče je bil Don Pedro Álvarez de Toledo, kraljevi namestnik v Neaplju.
Ko so jeseni 1562 umrli od malarije žena in sinova Giovanni in Garzia, se je Cosimo od žalosti umaknil v vilo Castello, državne posle pa prepustil sinu Francescu.
1570 se je poročil s Camillo Martelli, s katero je tudi imel hčer.
Pred poroko je imel Cosimo nezakonsko hčer
- Bia de' Medici (1537–1542)

Cosimo in Eleonora sta imela 11 otrok:
- Maria de' Medici (1540–1557)
- Francesco I. de' Medici (1541-1587), nadvojvoda Toskanski,

poročen Giovanna d'Austria in kasneje Bianca Cappello
- Isabella de' Medici (1542-1576)
- Giovanni de' Medici]] (1543-1562), kardinal
- Lucrezia de' Medici (1545-1562), poročena Alfonso II d'Este
- Pietro (Pedricco) de' Medici (1546–1547)
- Garzia de' Medici (1547 – 1562)
- Antonio (1548 – 1548)
- Ferdinando I. de' Medici (1549-1609), veliki kardinal, nadvojvoda Toskanski,

poročen Cristina di Lorena, vnukinja Katarine Medičejske
- Anna (1553 – 1553)
- Don Pietro de' Medici (1554-1604) poročen Leonora Álvarez de Toledo in Beatriz de Menezes

Po Eleonorini smrti je imel Cosimo z Eleonoro degli Albrizzi nezakonskega sina, ki ga je kasneje priznal
- Don Giovanni de' Medici (1563-1621), poročen Livia Vernazza

Cosimo je imel z drugo ženo Camillo Martelli († 1590) hčer
- Virginia de' Medici (1568-1615), poročena Cesare d'Este